# Образцов, Василий Афиногенович
Васи́лий Афиноге́нович Образцо́в (1857 — после 1920) — участник правомонархического движения, член III Государственной думы от Екатеринославской губернии.

## Биография
Православный. Сын священника. Домовладелец города Екатеринослава.
Окончил Вологодскую духовную семинарию первым учеником (1878) и Московскую духовную академию (1882).
По окончании академии в течение двадцати пяти лет служил по духовно-учебному ведомству: состоял учителем догматического и нравственного богословия в Екатеринославской духовной семинарии (1882—1885), преподавателем Екатеринославского епархиального женского училища (1882—1897) и преподавателем русского языка в Екатеринославском духовном училище (1885—1907), одновременно с этим исправляя должность делопроизводителя в этих училищах.
Кроме того, был казначеем Екатеринославского епархиального училищного совета и Екатеринославского миссионерского епархиального комитета. В последние годы службы состоял также делопроизводителем епархиального училищного совета. В 1907 году вышел в отставку по выслуге лет в чине статского советника.
Был товарищем председателя Екатеринославского отдела Союза русского народа, в 1907 году был избран его почетным членом. Также был членом Русского собрания и Главной палаты Союза Михаила Архангела (с 1908), входил в редакционную комиссию «Книги Русской скорби».
В 1907 году был избран членом III Государственной думы от Екатеринославской губернии. Входил во фракцию правых. Состоял членом комиссий: по рабочему вопросу, по запросам, о гимназиях и подготовительных училищах. Поддерживал сохранение общины и правовой обособленности крестьян, выступал против Столыпинской аграрной реформы и реформы местного суда.
В 1912 году выдвигался кандидатом в IV Государственную думу, но усилиями М. В. Родзянки был забаллотирован левыми выборщиками, при этом сам Родзянко прошел в выборщики благодаря голосам правых. Не пройдя в Думу, возглавил Екатеринославский отдел СРН. С 1916 года издавал в Екатеринославе газету «Русское дело», субсидируемую правительством.
После революции эмигрировал, в 1920 году вместе с семьей находился в лагере русских беженцев в Румынии.
Дальнейшая судьба неизвестна.

## Сочинения
- Доклад черносотенца о Государственной Думе 3-го созыва. — Харьков, 1908.
- Об истинной свободе. Речь члена Государственной Думы В. А. Образцова, произнесенная 30 марта в Государственной Думе по вопросу о высшей школе. — Екатеринослав, 1911.
- Подкуп и провокация — источники университетских беспорядков. — Харьков, 1912.